# Rybka (województwo łódzkie)
Rybka – wieś w Polsce położona w województwie łódzkim, w powiecie wieruszowskim, w gminie Galewice.
W latach 1975–1998 miejscowość administracyjnie należała do województwa kaliskiego.
Do 2005 r. wieś nosiła nazwę Rybka Lututowska. Rozporządzeniem Ministra Spraw Wewnętrznych i Administracji z dnia 27 grudnia 2005 r. połączono ją z kolonią Rybka Sokolska i utworzono wieś Rybka.
W 2004 roku w Rybce (Rybce Lututowskiej) mieszkało 226 osób.